# ویلیام هوکر
ویلیام هوکر (انگلیسی: William Hooker (botanist)؛ (۶ ژوئیه ۱۷۸۵ – ۱۲ اوت ۱۸۶۵)، گیاه‌شناس، تصویرگر گیاه‌شناسی، پروفسور گیاه‌شناسی در دانشگاه گلاسکو و مدیر بریتانیایی باغ گیاه‌شناسی کیو بود. سر ژوزف بنکس حامی و مشوق کار اکتشاف، جمع‌آوری و سازماندهی گیاهان توسط وی بود. وی در سال ۱۸۳۰ میلادی کتاب گیاهان بریتانیا را منتشر نمود. ویلیام هوکر همچنین از اعضای فرهنگستان سلطنتی علوم سوئد و انجمن سلطنتی بریتانیا بود. پسرش جوزف دالتون هوکر مدیریت باغ‌های کیو را از او گرفت.

## گزیده آثار
- گیاهان بریتانیا
- سرخس‌های بریتانیا
- گیاهان نیجر
- جورنال گیاه‌شناسی لندن (در چندین جلد)